# 忠烈圖
《忠烈圖》（英語：The Valiant Ones）是一部1975年台灣／香港的古裝動作電影，由胡金銓執導，白鷹、徐枫、乔宏等人主演，劇情描述了明朝一群義士抗擊倭寇的英勇事蹟。本片被認為是武俠電影史上的經典之一。

## 演員
- 白鷹 飾 伍繼園：綽號「一陣風」
- 徐枫 飾 伍若詩：伍繼園之妻
- 喬宏 飾 俞大猷：抗倭名將
- 韓英傑 飾 許棟：倭寇首領之一
- 朱元龍 飾 博多津：日本人，倭寇首領之一
- 屠光啟 飾 朱纨：浙江巡撫
- 陶威 飾 王世科
- 劉江 飾 湯克俭
- 楊威 飾 周立德
- 郝履仁 飾 老李：老漁夫

## 榮譽
《忠烈圖》於1975年獲得了芝加哥國際影展的特别藝術貢獻奖。

## 翻拍版本
2007年，《忠烈圖》的翻拍版本《新忠烈圖》正式上映。該片的投資者兼製片人吳明才即為胡金銓的弟子，他表示重拍這部電影是為了向師傅致敬。

## 外部連結
- 互联网电影数据库（IMDb）上《忠烈圖》的资料（英文）
- 爛番茄上《忠烈圖》的資料（英文）
- 開眼電影網上《忠烈圖》的資料（繁體中文）
- 时光网上《忠烈圖》的資料（简体中文）